# Hendrik van Arnsberg
Hendrik van Arnsberg (circa 1128 - Arnsberg, 4 juni 1200) was van 1154 tot 1185 graaf van Arnsberg. Hij behoorde tot het huis Cuijk.

## Levensloop
Hendrik was een zoon van Godfried I van Cuijk, graaf van Arnsberg, uit diens huwelijk met Ida, dochter en erfgename van graaf Frederik van Werl-Arnsberg. Hij huwde met ene Ermengarde, met wie hij vier kinderen kreeg. Eerst werd dochter Adelheid geboren, die later abdis van het klooster van Meschede werd. Daarna kwam een dochter met een onbekende naam ter wereld, die huwde met graaf Thiemo II van Soest-Hoenrode. Nadien volgde Hendrik II (overleden na 1207), die graaf van Rietberg werd , en ten slotte baarde Ermengarde een tweede zoon Godfried II (1157-1235), Hendriks opvolger als graaf van Arnsberg.
Nog tijdens het leven van zijn vader voerde Hendrik in 1145 een vete met graaf Volkwin II van Schwalenberg. De reden was dat de bevolking in de omgeving van het klooster van Obermarsberg in opstand was gekomen tegen de plaatselijke abt. Terwijl Volkwin zich achter de abt schaarde, koos Hendrik de zijde van de bevolking en stelde hij zijn troepen ter beschikking van hen.Het dDoel van Hendrik was om de strategisch belangrijke nederzetting aan de kant van de oude Eresburg in bezit te nemen. Het plan mislukte echter, nadat zijn tegenstanders de burcht hadden bestormd waarna ze Hendrik en zijn troepen tot de aftocht dwongen.
De volgende jaren stond Hendrik met zijn vader aan de zijde van keizer Frederik I Barbarossa van het Heilige Roomse Rijk. Daarnaast was hij ook in de omgeving van de Keulse aartsbisschop Reinald van Dassel en de Saksische hertog Hendrik de Leeuw. 
Na de dood van zijn vader werd hij rond 1154 graaf van Arnsberg. Als graaf kwam Hendrik in conflict met zijn broer Frederik, die mogelijk zijn erfaanspraken op het graafschap Rietberg liet gelden en als zelfstandige staat wilde besturen. Hendrik liet hem gevangen nemen en tot zijn dood in 1165 in de kerker opsloot. Omdat vermoed werd dat Hendrik zijn broer had laten vermoorden, viel hij in ongenade bij de vorsten met wie hij bevriend was. De aartsbisschop van Keulen en Hendrik de Leeuw wilden wraak nemen en belegerden samen met andere bisschoppen in Westfalen in 1166 de burcht van Arnsberg, die veroverd en verwoest werd. De graaf kon ontsnappen, maar slaagde erin zijn heerschappij te behouden door aanzienlijke concessies aan de aartsbisschop van Keulen te doen. Ook richtte hij als gebaar van verzoening in 1170 het premonstratenzersklooster van Wedinghausen op.
Er veranderde evenwel weinig aan de gewelddadige politiek van Hendrik. In 1172 liet hij zijn schoonzoon gevangen nemen, nadat die ook aanspraken begon te claimen. Pas nadat die beloofd had buiten zijn bruidsschat geen extra gebieden op te eisen, werd hij weer vrijgelaten.
In 1180 werd Hendrik de Leeuw wegens zijn conflict met keizer Frederik I Barbarossa afgezet als hertog van Saksen. Als gevolg werd het hertogdom Westfalen, waarvan ook Arnsberg deel uit maakte, overgeheveld naar de aartsbisschoppen van Keulen. Terwijl de hertogen van Saksen zich redelijk afzijdig hielden en zich nauwelijks bemoeiden met de heerschappij van de graven en andere edelen, begonnen de Keulse aartsbisschoppen in Westfalen hun eigen territoriale heerschappij te vestigen. Hoewel de graven van Arnsberg hun macht wisten stand te houden, gaf de titel van hertog van Westfalen de Keulse aartsbisschoppen aanzienlijke rechten, ook binnen het territorium van Arnsberg. Zo konden ze in het belang van de landsvrede het stichten van steden of het bouwen van nieuwe burchten verbieden.
In het jaar 1185 schonk Hendrik aanzienlijke bezittingen aan het klooster van Wedinghausen en hetzelfde jaar droeg hij de macht in Arnsberg over aan zijn zoon Godfried II. Later trad hij als lekenbroeder in het door hem gestichte klooster, waar hij in juni 1200 stierf.